# Tabouret des Alpes
Noccaea alpestris
Espèce
Le Tabouret des Alpes (Noccaea alpestris) est une espèce de plantes à fleurs de la famille des Brassicacées.